# Božidar Magovac
Božidar Magovac (Zagreb, 13. listopada 1908. – Zagreb, 24. siječnja 1955.), bio je hrvatski publicist, novinar, pjesnik i političar.

## Životopis
Božidar Magovac rodio se u Zagrebu 1908. godine. Rodio se je u obitelji Marije (rođ. Sobota) i Jovana Magovca, kotarskoga predstojnika. Magovac je stara žumberačka grkokatolička obitelj. Osnovnu školu polazio je u Petrinji i Dijanešu. Gimnaziju je polazio u Karlovcu i završio ju je 1927. godine, a studirao je na Ekonomsko-komercijalnoj visokoj školi i Filozofskom fakultetu (etnologiju) u Zagrebu. Za vrijeme gimnazijskih dana uključio se u Hrvatsku seljačku stranku. Od 1927. godine bio je član uredništva i korektor Doma i predsjednik organizacije mladeži HSS u Karlovcu, a od 1928. godine tajnik Sveučilišnog udruženja Matija Gubec. Godine 1929. postao je poslovođom Seljačke sloge, sudjelovao je 1935. godine u njezinoj obnovi i tada je izabran za tajnika obavljajući taj posao do ostavke koju je podnio 1937. gdine. Nakon što je uspostavljena Banovina Hrvatska, od prosinca 1939. do travnja 1941. godine uređivao je Seljački dom (pretežno s Jurjem Krnjevićem), te bio član Središnjega odnosno Glavnoga uredništva Hrvatske enciklopedije (1939.–1943.).

### Drugi svjetski rat
Nakon što je uspostavljena NDH zauzimao se za aktivniju ulogu HSS-a, te se protivio Mačekovoj politici čekanja. U ratu je formirana frakcija Hrvatske seljačke stranke, Hrvatska (republikanska) seljačka stranka, H(R)SS, koja se pozivala na program HSS-a. U rujnu 1942. godine Magovac se povezao s partizanima a 31. svibnja 1943. godine s obitelji odlazi iz Zagreba na partizanski teritorij. Smatrao je nužnim sudjelovanje u borbi zbog neprihvatljive politike ustaškog pokreta, ali isto tako i da bi se spriječila diktatura Komunističke partije nakon rata. Došavši tamo dao je izjavu o uvjetima suradnje s partizanskim pokretom. Iste godine izabran je u Tajništvo ZAVNOH-a, Predsjedništvo AVNOJ-a i za dopredsjednika Nacionalnog komiteta oslobođenja Jugoslavije (NKOJ). Na pripremama 2. zasjedanja AVNOJ-a predlaže konfederalno uređenje Jugoslavije. Potpisao je izjavu ZAVNOH-a kojom se utvrđuju uvjeti suradnje pristaša HSS-a s partizanima. Komunistička Partija nastojala je učiniti sve kako bi iz borbe za vlast poslije rata eliminirala najjačeg protivnika, neupitnog predratnog hrvatskog vođu, predsjednika HSS-a Vladka Mačeka, te je od Magovca i ostalih haesesovaca koji su im prišli zahtijevala da se Mačeka javno odreknu. Nakon dolaska u partizane Magovac zahtijeva pokretanje glasila Slobodni dom i osnivanje "Izvršnog Odbora hrvatskog seljačkog pokreta". Komunisti mu daju potporu za osnivanje časopisa - držali su da je to način da se umanji utjecaj Vladka Mačeka u narodu - te već od 15. srpnja 1943. godine počinje izlaziti Slobodni dom – glavno glasilo hrvatske seljačke politike. Magovac je bio glavni urednik glasila i autor većine članaka u prvim brojevima. U vrijeme rata objavljeno je čak 49 brojeva, od kojih su neki tiskani u nakladi od više desetaka tisuća primjeraka. Njegovi su politički ciljevi zabilježeni već u prvom broju: „U NOB-u pristaše HSS-a ostaju na svom programu, kao što i pristaše drugih stranaka u borbi ostaju na njihovom“.
Kako bi lakše utjecali na HSS-ove pristalice, komunisti su poduprli Magovčevu inicijativu za osnivanje Izvršnog Odbora što je ostvareno 12. listopada 1943. godine na 2. zasjedanju ZAVNOH-a u Plaškom kada je osnovan Izvršni odbor H(R)SS-a. U tome Odboru Magovac je pripadao manjini koja se zauzimala za zadržavanje veza s Mačekom, dok su se ostali bezuvjetno priklonili Pokretu otpora, i zbog svojih ideja o samostalnosti HSS-a došao je u sukob s većinom članova Izvršnog odbora. Potpuno odricanje od Mačeka teklo je postupno i nakon sve žešćih napada, sve dok nije proglašen izdajicom stranke i naroda.

Magovac je nastojao izbjeći potpuni raskid s HSS-om, te mu time omogućiti pridruživanje partizanima i zauzimanje mjesta koje mu je pripadalo u predratno vrijeme. U tim je u svojim nastojanjima izdržao do proljeća 1944. godine ali je naposljetku ostao bez potpore. Početkom 1944. godine ulazi u sukob s Andrijom Hebrangom. Iste godine, 29. travnja, izabrano je Predsjedništvo IO H(R)SS-a u kojem vodeću ulogu zauzima za suradnju s komunistima spremniji Franjo Gaži. Magovac je izabran za jednoga od četiri dopredsjednika, ali je zbog sukoba s Hebrangom (Magovac se zalagao da narodnooslobodilački odbori demokratski biraju svoja vodstva, umjesto da ih nameće Komunistička partija) njegov utjecaj bio ograničen. Magovac je, izgleda, bio svjestan kako se sa svojom koncepcijom neće održati te je prema nekim svjedočenjima predvidio svoju sudbinu. U jednom je razgovoru o nasilju ustaša rekao Dinku Šuljku, među ostalim, i ovo: 
»A što ti misliš da su ovi, među koje smo došli bolji? Da samo ti znaš, kako ovi 'čiste' (...). Mi tražimo Radićevu Hrvatsku - Čovječnost, Pravdu, i Slobodu. Zato ja (...) tako pišem, ali to 'drugovi' ne vole i sam ne znam dokle će me trpjeti. Oni su nemilosrdni. Evo, danas sam potpredsjednik vlade, a sutra mogu svršiti u logoru. (...) Piši mu, /Krnjeviću, prim. Z.R./ da ako se nešto ne poduzme, da se crni dani spremaju hrvatskom narodu.«
Ubrzo podnio je ostavku na mjesto dopredsjednika IO H(R)SS-a, a isto tako i na mjesto dopredsjednika NKOJ-a, isključen je iz IO JNOF-a Hrvatske te je pritvoren. Od 25. kolovoza 1944. godine do kraja Drugoga svjetskog rata bio je interniran na Visu.

### Nakon Drugoga svj. rata, robija i smrt
Nakon završetka Drugoga svjetskog rata bio je premješten u Zagreb i jedno vrijeme bio je u kućnom pritvoru, te je naposljetku pušten na slobodu. Potom radi kao ravnatelj Gradske knjižnice u Zagrebu (1945. – 1947.) - bilo je to vrijeme kada su komunisti nastojali organizirati mirno funkcioniranje poratnog društva, te su stanoviti broj HSS-ovaca postavili na prominentna mjesta - te je održavao i redovite kontakte s Ivanom Šubašićem. Zajedno planiraju pregovore HSS-a s komunističkim režimom no Komunistička partija prekinula je sve zamisli prvaka HSS-a i odbacila prijedlog sporazuma koji su nudili Magovac i Šubašić. Dana 19. kolovoza 1947. godine uhićen je i zatvoren a u studenome 1948. godine na montiranome političkom procesu osuđen je na 6 godina robije s prisilnim radom, uz gubitak građanskih (osim roditeljskih) prava na 3 godine. Kaznu je izdržavao u Staroj Gradiški. Tijekom robijanja u Staroj Gradiški pobolijevao je te je boravio u zatvorskoj bolnici, a 1950., 1951. i 1952. godine bio je u Zagrebu u bolnici na Svetom Duhu. U istu bolnicu prebačen je i 18. ožujka 1953. godine, te je tu bio i 19. kolovoza iste godine kada je oslobođen, no zbog bolesti se je na Ortopedskome odjelu zadržao još neko vrijeme. Nakon zatvora i bolnice nije više politički djelovao no održavao je kontakt s inž. Augustom Košutićem i Ivanom Bernardićem. Društveno bio je marginaliziran i nije mogao raditi kao novinar i publicist, te je nekoliko mjeseci pisao anonimno za Filmski vjesnik.
Umro je u Zagrebu, 24. siječnja 1955. godine. Pokopan je u arkadama na zagrebačkome groblju Mirogoju.

## Urednik i priređivač
Pokrenuo i uređivao novine Zlatni klas: mjesečnik za narodni život (1930.), Seljački svijet (1933. – 1939.). Uređivao je Kalendar Seljačke sloge, Seljački kalendar i Slobodni dom. Bio je članom uredništva Narodnog vala, Seljačke prosvjete, Evolucije, Jutarnjeg lista, Obzora i Seljačke sloge. Bio je suurednikom sabranih djela Antuna Radića i priređivač 19. knjige iz tih sabranih djela. Do 1943. godine bio je članom središnjega uredništva Hrvatske enciklopedije.

## Djela
- O Albancima i o Albaniji, Mala knjižnica Seljačke sloge, br. 4, Seljačka sloga, Zagreb, 1941. ↓1
- Pjesme, (skupili i pripremili pjesme Jurica i Nadan Magovac), Nadan Magovac, Zagreb, 1992.[19]

## Spomen
- Ulica u zagrebačkome naselju Travno 1993. godine nazvana je njegovim imenom.[20][21]